# Lijst van straten in Tegelen
Dit is een lijst van straatnamen in Tegelen en hun oorsprong. Tot de 18e eeuw bestond de gemeente Tegelen uit drie plaatsen; Tegelen, Steyl en Overtegelen (landgoed de Holtmühle en de gehuchten Middelt, Siep, Nabben en Op Heis). In de 19e eeuw groeiden deze plaatsen aan elkaar. Tot 2001 was Tegelen een zelfstandige gemeente. In 2001 werd het een stadsdeel van de gemeente Venlo. Kloosterdorp Steyl is sinds 2008 een beschermd dorpsgezicht (Rijksbeschermd gezicht Steyl).
Naast algemene straatnamen, waaronder een groot aantal vogel-, bomen- en plantennamen, heeft Tegelen een aantal straatnamen die verwijzen naar personen van het Koninklijk Huis of de Rooms-Katholieke Kerk en veel straatnamen die verwijzen naar de geschiedenis van Tegelen.

## A

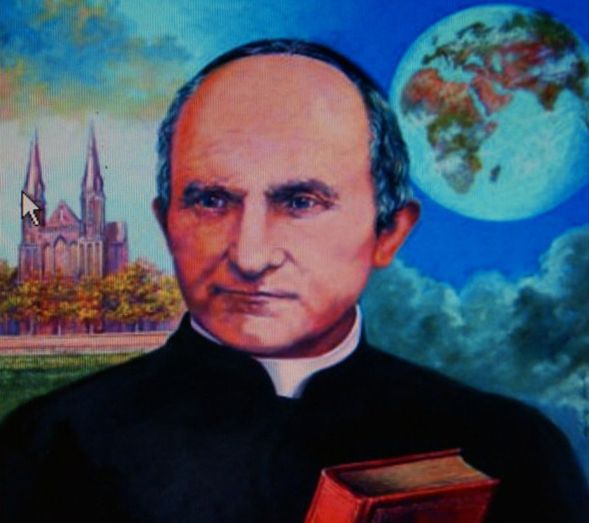
Arnold Janssen

- Aalbersestraat - naar de rooms-katholieke politicus Piet Aalberse
- Aan de Lings - naar de middeleeuwse boerderij Lingshof
- Aan de Pas - de naam van de oude oversteekplaats door de Aalsbeek voor de bouw van de Waterloobrug in 1825
- Aan de zwarte hond - naar de zwarte (wind)hond in het wapen van baron von Hundt zum Busch, kasteelheer van Tegelen
- Abraham Kuyperstraat - naar theoloog Abraham Kuyper
- Acaciastraat - naar de Acaciaboom
- Aerdberg - de naam van een delfplaats waar de klei met een excavateur wordt gewonnen
- Agrimonie - naar de plant agrimonie uit de rozenfamilie
- Ariënsstraat - naar de rooms-katholieke priester Alfons Ariëns
- Arnold Janssenstraat - naar de in 2003 heilig verklaarde priester Arnold Janssen, stichter van drie kloostercongregaties in Steyl

## B
- Bakenbosweg - naar de middeleeuwse boerderij Bakenbusch
- Beekpunge - naar de plant Beekpunge uit de weegbreefamilie
- Beekstraat - naar de Mulbeek
- Beemdkroon - naar de plant Beemdkroon uit de kaardebolfamilie
- Beijtelstraat - de Beeten was vroeger een landbouwgebied tussen de Spoorstraat en Muntstraat
- Bereklauw - naar de plant berenklauw uit de schermbloemenfamilie
- Bergstraat - het gehucht Berg lag vroeger tussen Tegelen en Steyl bij de inmiddels afgegraven Sjpekberg
- Bernhardstraat - naar prins Bernhard
- Betouwstraat - de Beeten was vroeger een landbouwgebied tussen de Spoorstraat en Muntstraat
- Beukenstraat - naar de Beukenboom
- Bongerdstraat - naar de Bongertshof, het bestuursgebouw van kasteel de Munt
- Boskampstraat - Kamp is de oude naam van het gebied tussen de Sint-Martinuskerk en de Wylderbeek
- Bosserhofweg - naar de middeleeuwse boerderij Bosscherhof (in 1939 afgebroken)
- Brachterhof - naar Bracht, dat vroeger net als Tegelen bij Gulik hoorde
- Brachterweg - de oude weg naar Bracht
- Branderspad - in de 18e eeuw waren er veel jeneverbranderijen in Tegelen omdat Gulik lagere accijnzen hief dan Gelre, waaronder buurgemeenten Belfeld en Venlo vielen
- Bremraap - naar de plant bremraap uit de bremraapfamilie
- Breukenhof - hier lag vroeger het moerassige gebied Smalenbroek
- Broeklaan - hier lag de oostelijke buitengracht van kasteel de Munt en verder naar het oosten lag het broek tussen Tegelen en Venlo, zie ook Broek (Tegelen)
- Broekveldweg - verwijst naar het broek tussen Tegelen en Venlo

## C
- Calvariestraat - naar Golgotha, de calvarieberg waar Jezus werd gekruisigd

## D

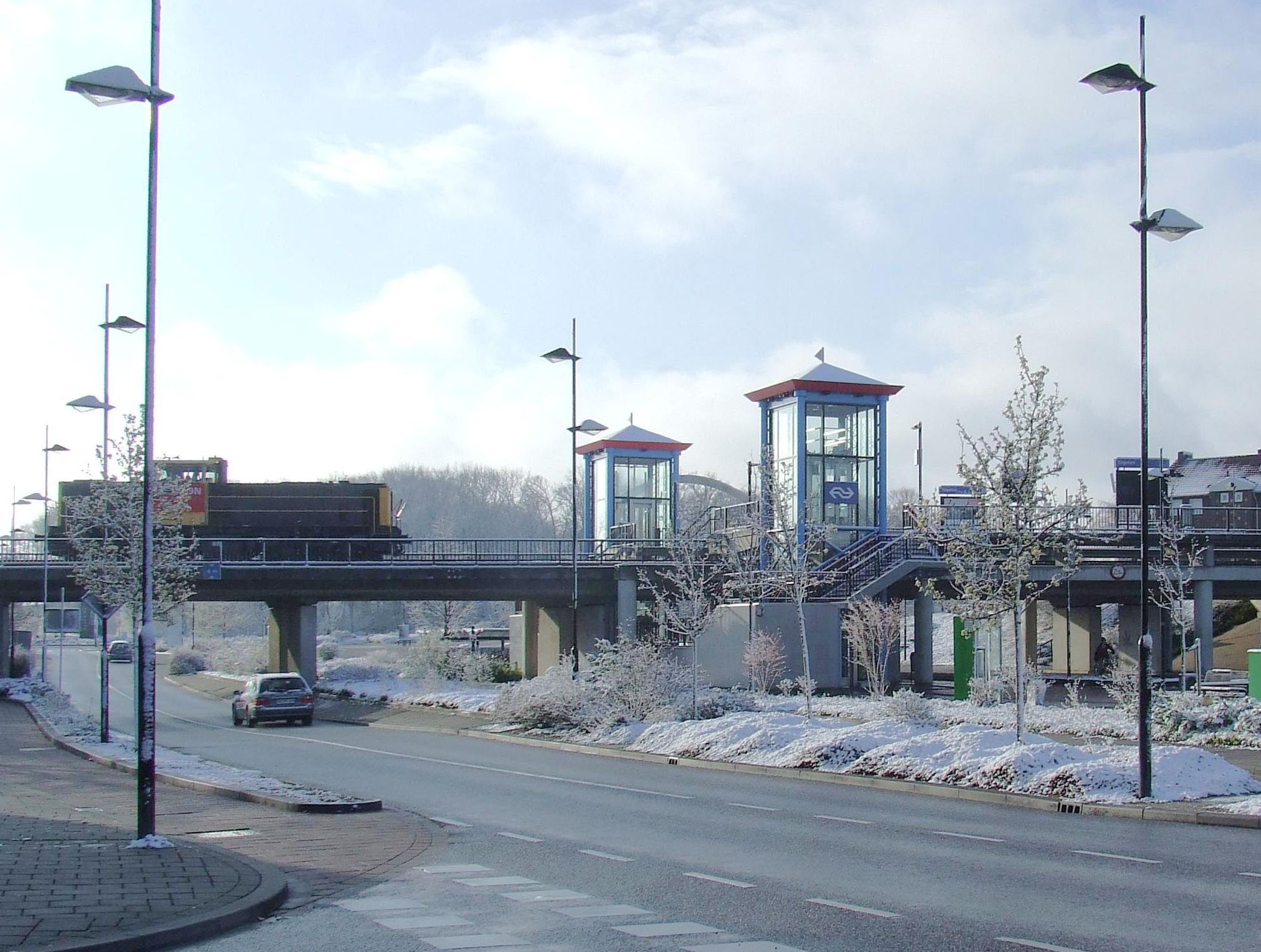
De Drink met station

- De Breuken - hier lag vroeger het moerassige gebied Smalenbroek
- De Drink - dit lange tijd onontgonnen gebied was vroeger een drinkplaats voor vee
- De Lom de Bergstraat - de familie de Lom de Berg was van 1818 tot 1875 bewoner van kasteel de Munt
- De Oude Watertoren - het oostelijk deel van de Julianastraat bij de watertoren, dat door de aanleg van de A73 niet meer met de Julianastraat verbonden is
- Donkesven - naar de aldaar aanwezige vennen
- Doolhofstraat - bij Openluchttheater De Doolhof
- Dr. Poelsstraat - naar de rooms-katholieke theoloog  Henricus Poels
- Drunselhof - naar de middeleeuwse boerderij Drumpselerhof (±1800 afgebroken)

## E
- Egypte - het gebied Egypte heette tot de 19e eeuw Klein Hetgen (kleine heide), de herkomst van de naam Egypte is onbekend; mogelijk vanwege de afgelegenheid van het gebied
- Emmaplein - naar koningin-regentes Emma
- Engerstraat - bij het Eng of Aan gen End eindigde vroeger de bebouwde kom van Tegelen aan de westzijde
- Erkenkamp - hier lag vroeger het gebied Erkenskamp

## F
- Fazantenpad - naar de fazant, die vroeger veel op de Heide voorkwam
- Frankenstraat - van de 4e tot de 9e eeuw heersten de Franken over Tegelen

## G

De Gulikse leeuw op de Tegelse vlag

- Galgenvenstraat - hier lagen verscheidene vennen en de Twee Heuvels, de openbare strafplaats van Tegelen
- Gasthuisstraat - het R.K. Ziekenhuis De Goddelijke Voorzienigheid en het St. Willibrord Ziekenhuis liggen hier
- Geldersebaan - de weg naar Geldern
- Gieterijstraat - hier lag IJzergieterij de Globe
- Glazenapstraat - naar baron von Glasenapp, die rond 1750 kasteelheer van Tegelen werd
- Globestraat - hier lag IJzergieterij de Globe
- Godartstraat - naar Godart van Holtmeulen, zoon van de 14e-eeuwse Tegelse kasteelheer Otto van Holtmeulen
- Goselingstraat - naar RKSP-politicus Carel Goseling
- Goudhaver - naar het gras Goudhaver
- Grotestraat - de doorgaande weg naar Roermond en Venlo
- Gulickstraat - van de 9e tot de 19e eeuw hoorde Tegelen bij Gulik

## H

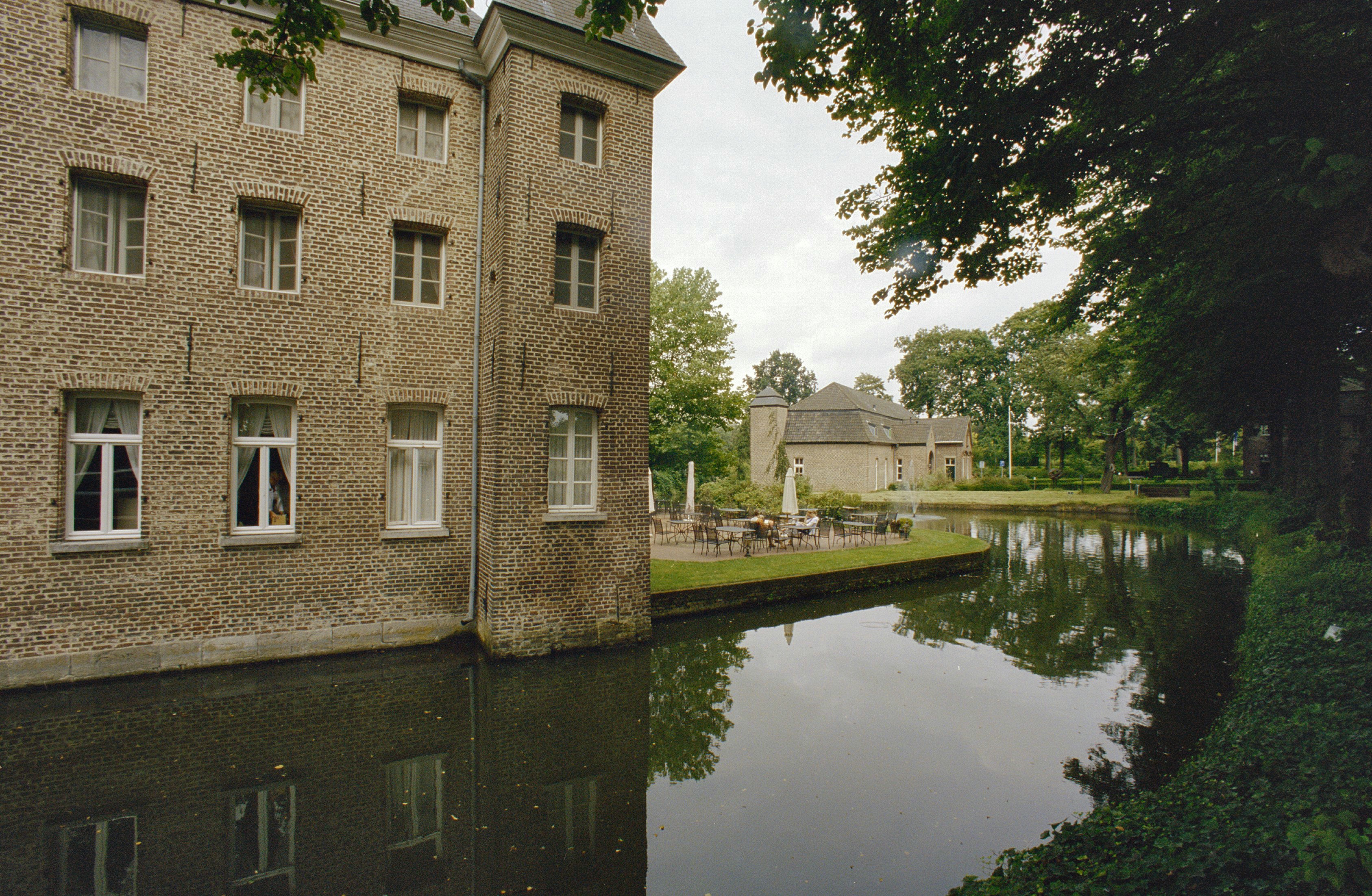
Kasteel Holtmühle

- Haammakerspad - een van de beroepen die vroeger in Tegelen werd uitgeoefend; een haam is een halsjuk voor trekdieren
- Haandertstraat - naar de middeleeuwse boerderij de Haandert
- Hazenpad - naar de haas, die vroeger veel op de Heide voorkwam
- Heidenendstraat - Heidenend is een buurtschap van Kaldenkerken en ligt tegen de Nederlandse grens aan
- Heideweg - een van de oudste wegen in de wijk op de Heide
- Heijskampstraat - Heijs was een van de gehuchten van het oude Overtegelen, ten zuiden van Tegelen
- Hemelsleutel - naar de plant hemelsleutel uit de vetplantenfamilie
- Henri Hermansstraat - naar de rooms-katholieke politicus Henri Hermans
- Heren van Tegelen - deze aan de graven van en Kessel en Gulik verwante heren heersten vanaf de 9e eeuw over Tegelen
- Hertenkamp - naar het nabijgelegen hertenpark
- Hoekstraat - naar de hoek in deze straat
- Holtmühlestraat - kasteel Holtmühle werd in de late middeleeuwen het belangrijkste kasteel van Tegelen
- Hondsdiekerweg - in de 18e eeuw liet baron von Hundt hier een verhoogde weg van kasteel Holtmühle naar Kaldenkerken aanleggen
- Hondsdijk - naar de gelijknamige weg; zie Hondsdiekerweg
- Hoogstraat - deze verhoogde weg maakte eeuwenlang deel uit van de Groote Baan, de doorlopende weg naar Roermond en Venlo
- Hoornbloem - naar de hoornbloem uit de anjerfamilie
- Houtstraat - verwijst mogelijk naar de houten huizen die hier vroeger stonden
- Hulsterdreef - naar de middeleeuwse boerderij Hulsterhof
- Hulsterweg - naar de middeleeuwse boerderij Hulsterhof

## I
- IJzergieterspad - naar de Tegelse ijzergieterijen
- In de Beeten - de Beeten was vroeger een landbouwgebied tussen de Spoorstraat en Muntstraat
- Industriestraat - Tegelen was voor Nederlandse begrippen al zeer vroeg geïndustrialiseerd

## J
- Jac. Bongaertsstraat - naar de Tegelse kunstenaar Jac Bongaerts
- Julianastraat - naar prinses en later koningin Juliana

## K

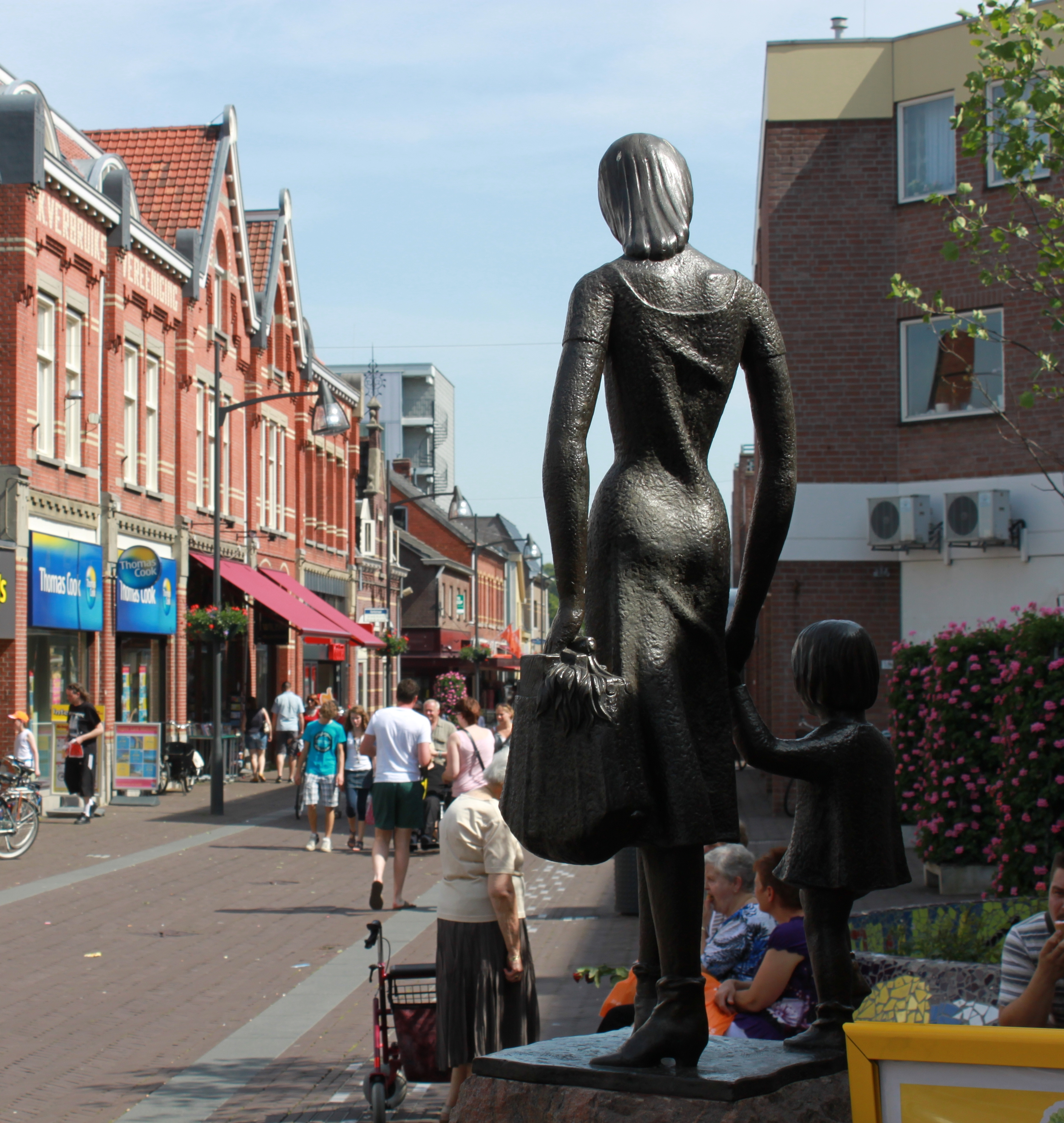
Kerkstraat

- Kaldenkerkerweg - de weg naar Kaldenkerken
- Kampstraat - naar het open bouwland dat hier vroeger lag; kamp is in de toponymie een open veld
- Kasteellaan - aan deze laan ligt kasteel Holtmühle
- Kattedoorn - naar de struik kattendoorn uit de vlinderbloemenfamilie
- Keizerstraat - de Franse keizer Napoleon Bonaparte arriveerde in 1804 over deze straat in Tegelen
- Kenzenstraat - naar Linnaricht Kennasz, die hier in de 17e eeuw woonde
- Keramiekstraat - naar de Tegelse keramiekindustrie
- Kerkhoflaan - hier lag de zuidelijke buitengracht van kasteel de Munt en aan deze laan ligt de Tegelse begraafplaats
- Kerkstraat - aan deze straat ligt de Sint-Martinuskerk
- Kerspelstraat - kerspel is een middelnederlandse benaming voor parochie
- Kievitstraat - naar de weidevogel kievit
- Klaproos - naar de klaproos
- Kleibergstraat - verwijst naar de winning van Tegelse klei
- Kloosterstraat - aan deze straat liggen het Missiehuis St. Michaël, Heilig Hartklooster en Slotklooster
- Knoopkruid - naar het knoopkruid uit de composietenfamilie
- Koehoornstraat - de hoorn van een koe werd gebruikt bij het versieren van keramiek; de punt werd afgezaagd waarna de hoorn met kleipap werd gevuld waarmee decoraties op keramiek werden aangebracht
- Koekoekstraat - oude naam van dit gebied, waarvan de oorsprong onduidelijk is
- Koningstraat - waarschijnlijk naar een van de Nederlandse koningen; Willem I subsidieerde in 1829 de reparatie van de Tegelse kerk, Willem II kwam in 1841 door Tegelen en Willem III overleed in 1890, kort voordat de straat haar naam kreeg
- Korfvlechterspad - het vlechten van manden is een van de beroepen die vroeger in Tegelen werd uitgeoefend
- Kruisstraat - naar het gehucht Kruis aan de kruising van de wegen Steyl - Kaldenkerken en Tegelen - Overtegelen

## L
- Landweer - in 1596 werd een landweer aangelegd om Gulik te beschermen tegen de oorlogsellende van de Tachtigjarige Oorlog
- Leemhorsterweg - Leemhorst is de oude naam van dit gebied; een hooggelegen gebied met leemgrond
- Lijsterlaan - naar de zangvogel lijster
- Lindestraat - naar de lindeboom
- Lingsweg - naar de middeleeuwse boerderij Lingshof
- Linnenweverspad - het weven van linnen is een van de beroepen die vroeger in Tegelen werd uitgeoefend
- Lisdodde - naar de waterplant lisdodde uit de lisdoddefamilie

## M

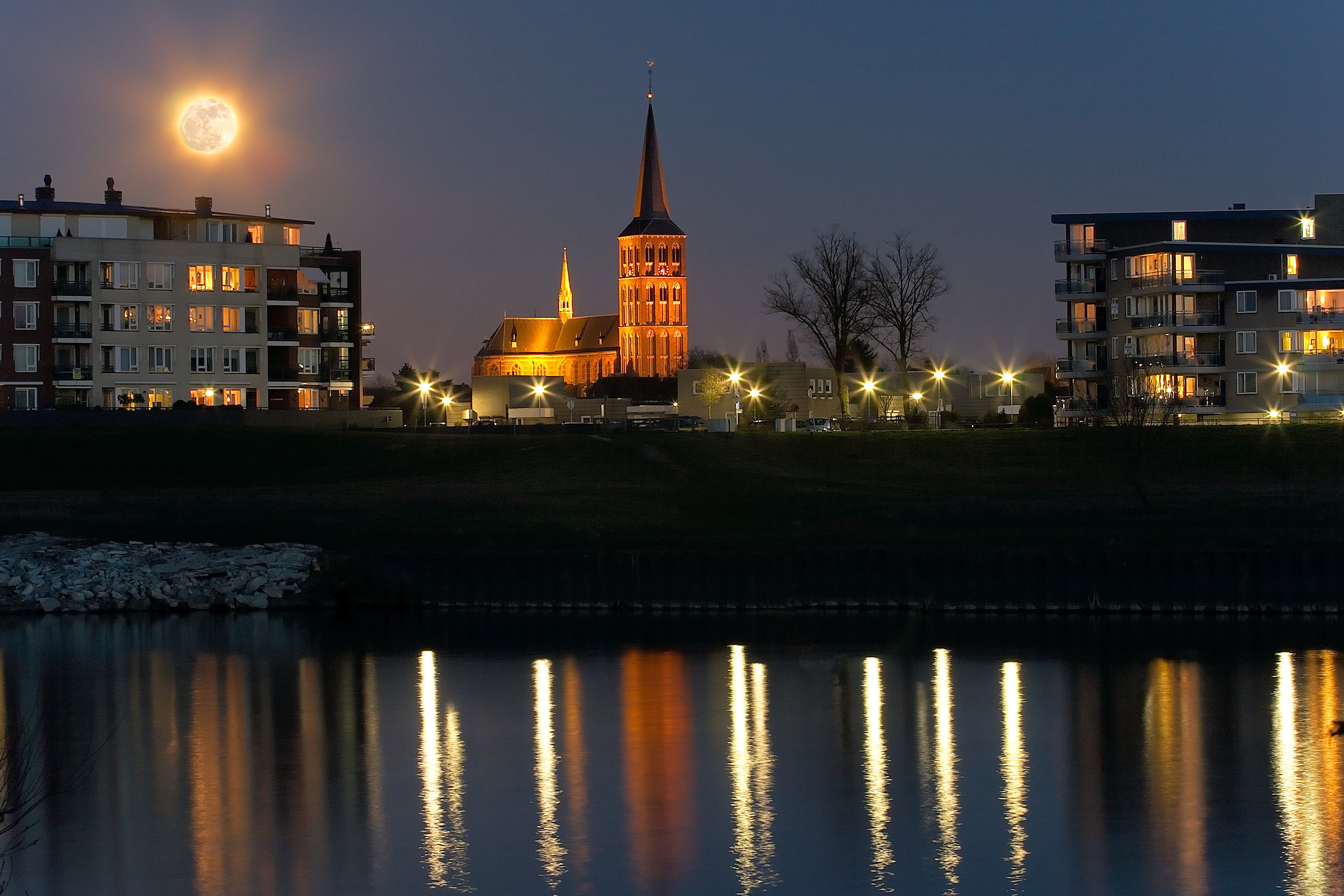
Maasveld

- Maashoek - hier lag vroeger de Steyler haven, een van de twee Maashavens van Gulik
- Maasstraat - de Maas was tot de aanleg van de spoorlijn Maastricht - Venlo in 1865 de belangrijkste handelsroute van Tegelen
- Maasveldpad - naar het gebied Maasveld
- Maasveldstraat - naar het gebied Maasveld
- Mariastraat - naar Maria (moeder van Jezus)
- Mauritsstraat - naar prins Maurits van Oranje
- Medaillon - medaillonvormige straat rond een park in nieuwbouwwijk Maasveld
- Meidoornlaan - naar de plant meidoorn uit de rozenfamilie
- Merelstraat - naar de zangvogel merel
- Metaalstraat - aan het einde van deze weg lag aan de Maas ijzergieterij Industria
- Metternichstraat - de familie von Metternich bewoonde in de 17e eeuw kasteel Holtmühle
- Middeltweg - Middelt was een van de gehuchten van het oude Overtegelen, ten zuiden van Tegelen
- Modelmakersstraat - modelmaker is een van de beroepen die vroeger in Tegelen werd uitgeoefend
- Molenbeek - de (Wambacher) molenbeek liep langs kasteel Wambach en dreef de Wambachermolen aan
- Molenpas - hier stond tot 1662 de Geërfdenmolen
- Morgenster - naar de plant morgenster uit de composietenfamilie
- Mozaïekhof - de bebouwing aldaar heeft wat weg van een mozaïek
- Muldershof - molenaar Cuypers had hier een graanmolen
- Mulgouwsingel - in de vroege middeleeuwen werd vanuit Tegelen de Mulgouw bestuurd
- Muntstraat - het eerste kasteel de Munt bestond al in de vroege middeleeuwen; de westelijke buitengracht van het huidige 17e-eeuwse kasteel lag waar nu de Muntstraat ligt

## N

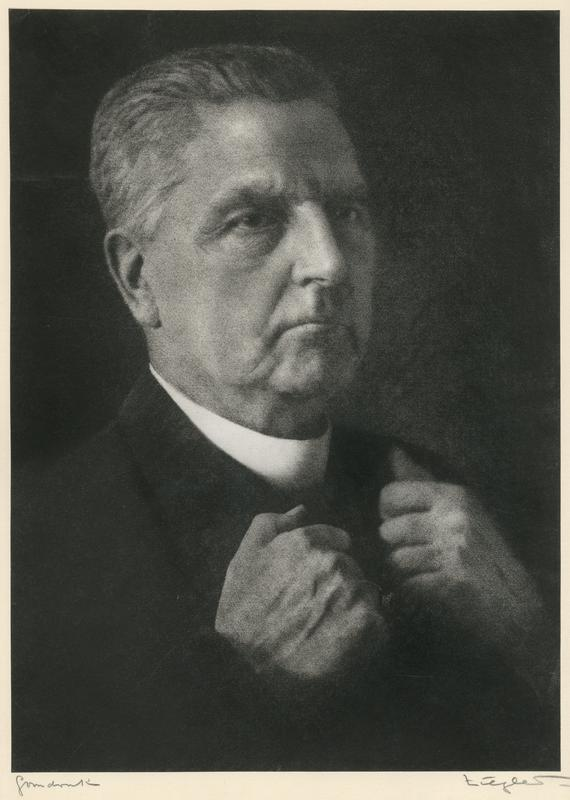
Foto van W.H. Nolens door Franz Ziegler

- Nabben - Nabben was een van de gehuchten van het oude Overtegelen, ten zuiden van Tegelen
- Nachtegaalstraat - naar de zangvogel nachtegaal
- Nassaustraat - naar het Huis Oranje-Nassau
- Neeringerweg - hier lag vroeger het gebied Neeringerveld
- Nijverheidsstraat - de Tegelse nijverheid kwam in de regio al vroeg tot ontwikkeling
- Nolensstraat - naar de rooms-katholieke politicus Willem Hubert Nolens

## O
- Oelesplein - naar de Tegelse carnavalsvereniging d'n Oeles
- Ottostraat - waarschijnlijk naar de 14e-eeuwse kasteelheer Otto von Holtmeulen
- Oude Kruier - Oude Kruier was een tabaksproduct van sigarenfabriek Vossen-Breuers, die hier gevestigd was
- Oude Marktstraat - dit was heel vroeger het centrum van Tegelen en hier was dan ook de markt

## P

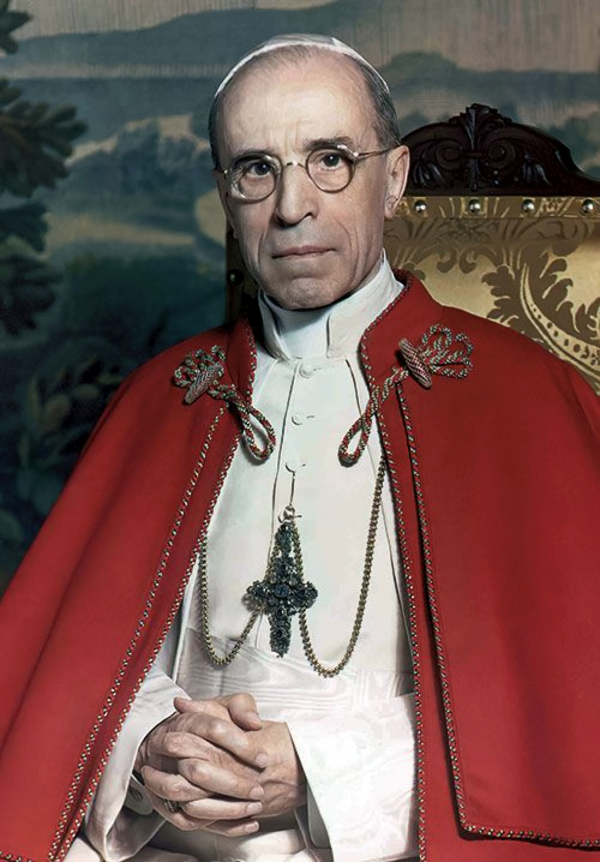
Eugenio Pacelli, Paus Pius XII

- Pacellilaan - in 1927 was Eugenio Pacelli, de latere Paus Pius XII, in Tegelen om aan 84 Missionarissen van Steyl het Missiekruis uit te reiken
- Pad 1865 - naar het jaar 1865, toen de spoorlijn Maastricht - Venlo werd aangelegd[1]
- Parallelweg - de weg loopt naast en parallel aan de spoorlijn Maastricht - Venlo
- Parkstraat - hier liggen de parkachtige tuinen van de Missionarissen van Steyl
- Pastoor Freybeuterstraat - pastoor Johannes Freybeuter was van 1805-1815 pastoor van Tegelen
- Pastoor Lemmensstraat - pastoor Eugene Lemmens was van 1949-1961 pastoor van de Sint Josephparochie
- Pastoor Windhausenlaan - pastoor Paul Windhausen was van 1928  tot 1945 eerst rector, en sinds 1933 pastoor van de Sint-Rochusparochie. In de Tweede Wereldoorlog hielp hij veel mensen in Steyl maar in 1945 werd hij door de nazi's opgepakt en korte tijd later overleed hij in concentratiekamp Buchenwald
- Pater Petersstraat - SVD-priester en hulpkapelaan Piet Peters hielp samen met pastoor Windhausen tijdens de Tweede Wereldoorlog veel mensen in Steyl maar werd in 1945 door de nazi's opgepakt en kwam om in concentratiekamp Buchenwald
- Patersstraat - naar de Steyler paters
- Patrijzenpad - naar de akkervogel patrijs
- Paul Guillaumestraat - Paul Guillaume was in 1899 directeur van de Koninklijke Harmonie Sint-Cecilia Tegelen
- Penningkruid - naar de plant penningkruid uit de sleutelbloemfamilie
- Plataanstraat - naar de plataanboom
- Plechelmusstraat - de Ierse missionaris Plechelmus stichtte rond 720 de Tegelse Sint-Martinuskerk
- Plein 1817 - middels het Traktaat van Aken kwam Tegelen in 1817 bij het Verenigd Koninkrijk der Nederlanden, nadat het bijna duizend jaar tot Gulik had behoord
- Populierstraat - naar de populierboom
- Posthuisstraat - hier lag sinds 1766 het Tegelse posthuis, dat daarvoor aan de Hoogstraat lag
- Postiljonhof - een postiljon was een postrijder; Tegelen had sinds het einde van de 17e eeuw een paardenpoststation
- Potaardstraat - potaarde is een Middelnederlands woord voor klei
- Potkuilenstraat - tot aan het begin van de 20e eeuw werd de klei handmatig gegraven in potkuilen ofwel kleiputten
- Pottbeckerstraat - pottbecker is Tegels voor pottenbakker; sinds de middeleeuwen zijn doorlopend pottenbakkers in Tegelen werkzaam geweest

## R

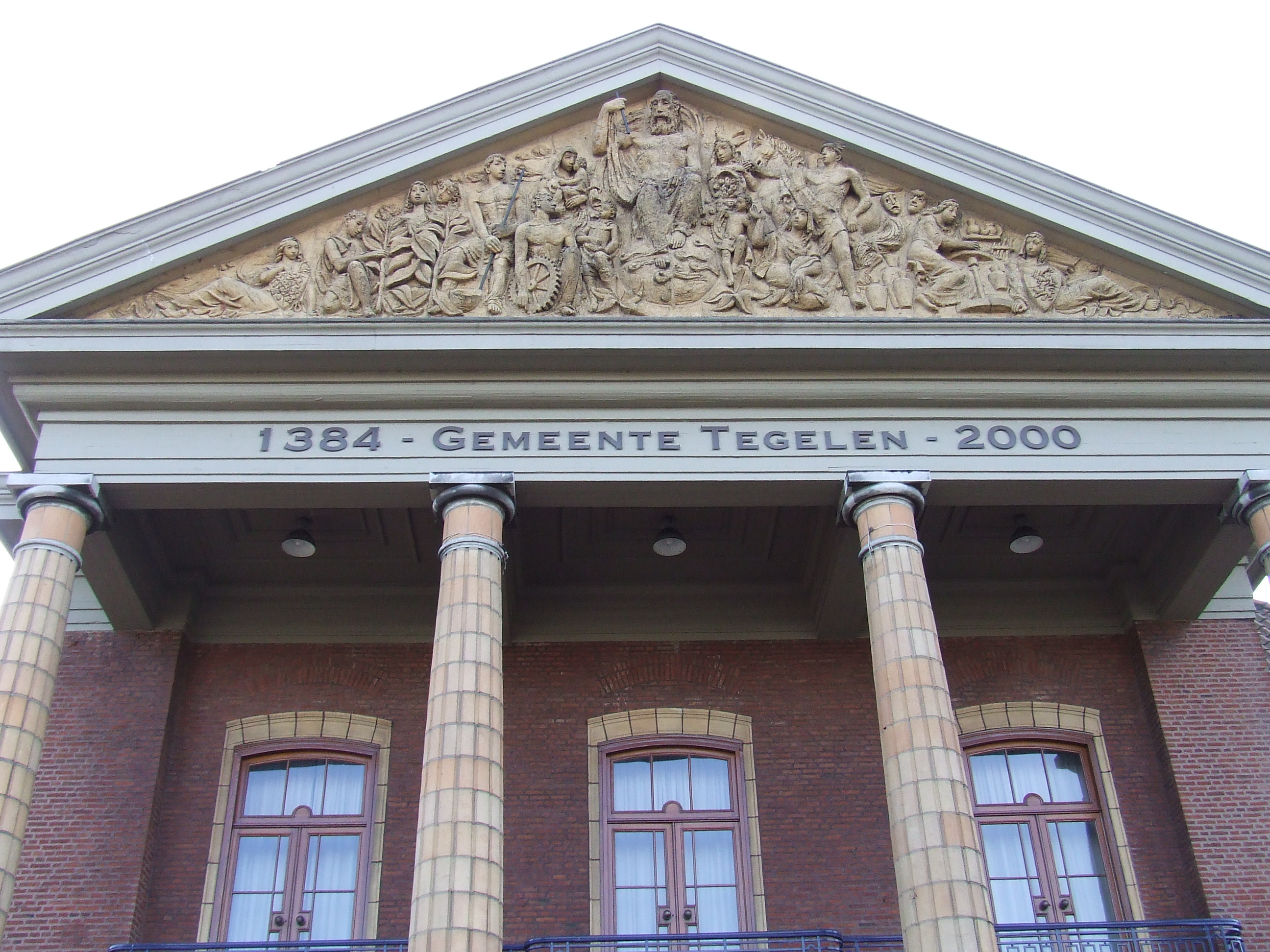
Gemeentehuis van Tegelen

- Raadhuislaan - hier ligt het raadhuis van Tegelen
- Radmakersstraat - radmaker is een van de beroepen die vroeger in Tegelen werd uitgeoefend
- Ravensheideweg - hier ligt natuurgebied Ravensheide
- Reigerstraat - naar de vogel reiger
- Riethstraat - rieth of rijt betekent sloot; hier lag vroeger de Kruiserbeek
- Ringelwikke - naar de plant ringelwikke uit de vlinderbloemenfamilie
- Ringovenstraat - sinds 1881 werden door de Tegelse keramiekfabrieken vele ringovens aangelegd
- Riviersingel - weg van de Tegelse loswal aan de Maas naar het centrum
- Roermondseweg - in 1836-1837 werd onder Belgisch bestuur de rijksweg Roermond-Venlo aangelegd
- Rolandstraat - hier lag vroeger het gebied Roland
- Romeinenstraat - van de 1e tot de 4e eeuw heersten de Romeinen over Tegelen
- Rozenstraat - hier lagen tot aan het begin van de 20e eeuw rozenvelden
- Ruys de Beerenbrouckstraat - naar de rooms-katholieke politicus Charles Ruijs de Beerenbrouck

## S

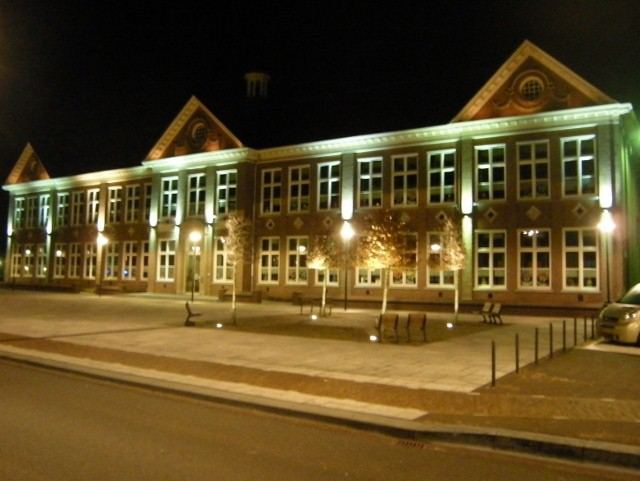
Sint Jozefschool

- Salvatorstraat - naar Salvator Mundi (Redder van de wereld), ofwel Jezus Christus
- Schaepmanstraat - naar de rooms-katholieke politicus Herman Schaepman
- Schoolstraat - hier lag de bewaarschool van de Zusters van de Goddelijke Voorzienigheid
- Sequoiahof - hier staat een reuzensequoia
- Sigarenmakerspad - in Tegelen waren sinds het begin van de 19e eeuw sigarenmakers actief
- Sint Aloysiusstraat - hier lag de Sint Aloysiusschool van de Zusters van de Goddelijke Voorzienigheid
- Sint Annastraat - hier lag het Sint Annaklooster van de Zusters van de Goddelijke Voorzienigheid
- Sint Josephstraat - hier ligt de Sint Jozefschool
- Sint Martinusstraat - Martinus van Tours is de beschermheilige van Tegelen
- Sint Michaëlstraat - hier ligt Missiehuis St. Michaël
- Sint Rochusstraat - hier ligt de Sint-Rochuskerk
- Sint Sebastianusstraat - de eerste kapel in Steyl uit de 17e eeuw was aan Sint Sebastianus gewijd
- Sint Vincentiusstraat - hier lag de Sint-Vincentiusschool
- Sjrievershof - de Sjriéver (Tegels voor schrijver) was de bijnaam van Hendrik Driessen, die hier vanaf het einde van de 19e eeuw woonde
- Smidsstraat - hier lag smederij Giesen
- Spechtstraat - naar de vogel specht
- Spoorstraat - de weg van het centrum naar de spoorlijn Maastricht - Venlo
- Sporenkampweg - het is niet bekend waar deze al heel oude weg haar naam aan ontleent
- Stalkaars - naar de plant stalkaars uit de helmkruidfamilie
- Stationsstraat - hier lag tot 1997 het oude Station Tegelen; het nieuwe station ligt aan de Drink
- Steenweg - een verwijzing naar de diverse steenfabrieken die Tegelen heeft gehad
- Steilrandweg - verwijst naar de steilrand tussen het midden- en hoogterras van de Maasterrassen
- Steylerstraat - de weg van Tegelen naar Steyl

## T

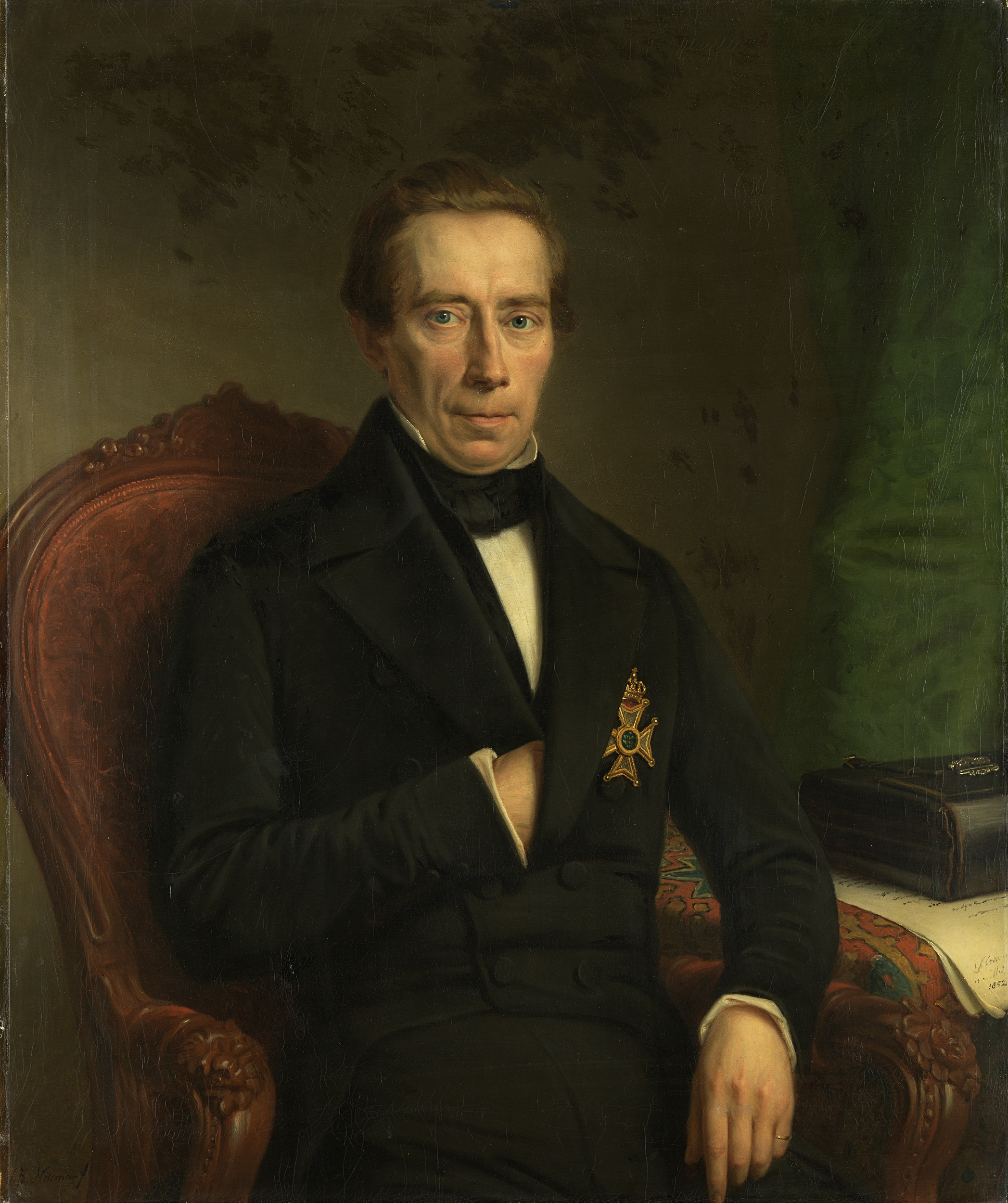
Portret van Thorbecke door Johan Heinrich Neuman

- Tabaksplant - hier lag sigarenfabriek Vossen-Breuers, voorheen de Tabaksplant genaamd
- Tabakstraat - een verwijzing naar de Tegelse tabaksindustrie
- Terracottalaan - terracotta is gebakken klei; een verwijzing naar de plaatselijke pottenbakkerijen
- Thorbeckestraat - naar staatsman Johan Rudolph Thorbecke
- Tichlouwstraat - Tichlouw is een oude benaming van Tegelen
- Tiglienstraat - het geologisch tijdvak Tiglien is naar Tegelen vernoemd
- Tinnegieterspad - tinnegieter is een van de beroepen die vroeger in Tegelen werd uitgeoefend
- Touwslagerspad - touwslager is een van de beroepen die vroeger in Tegelen werd uitgeoefend
- Trappistenweg - hier ligt de voormalige trappistenabdij Ulingsheide
- Triangelstraat - keramische triangels worden gebruikt om te voorkomen dat keramiek in de oven vastbakt

## U
- Ulingsheide - het gebied waar deze weg ligt wordt al eeuwenlang Ulingsheide of Oelesheide genoemd

## V

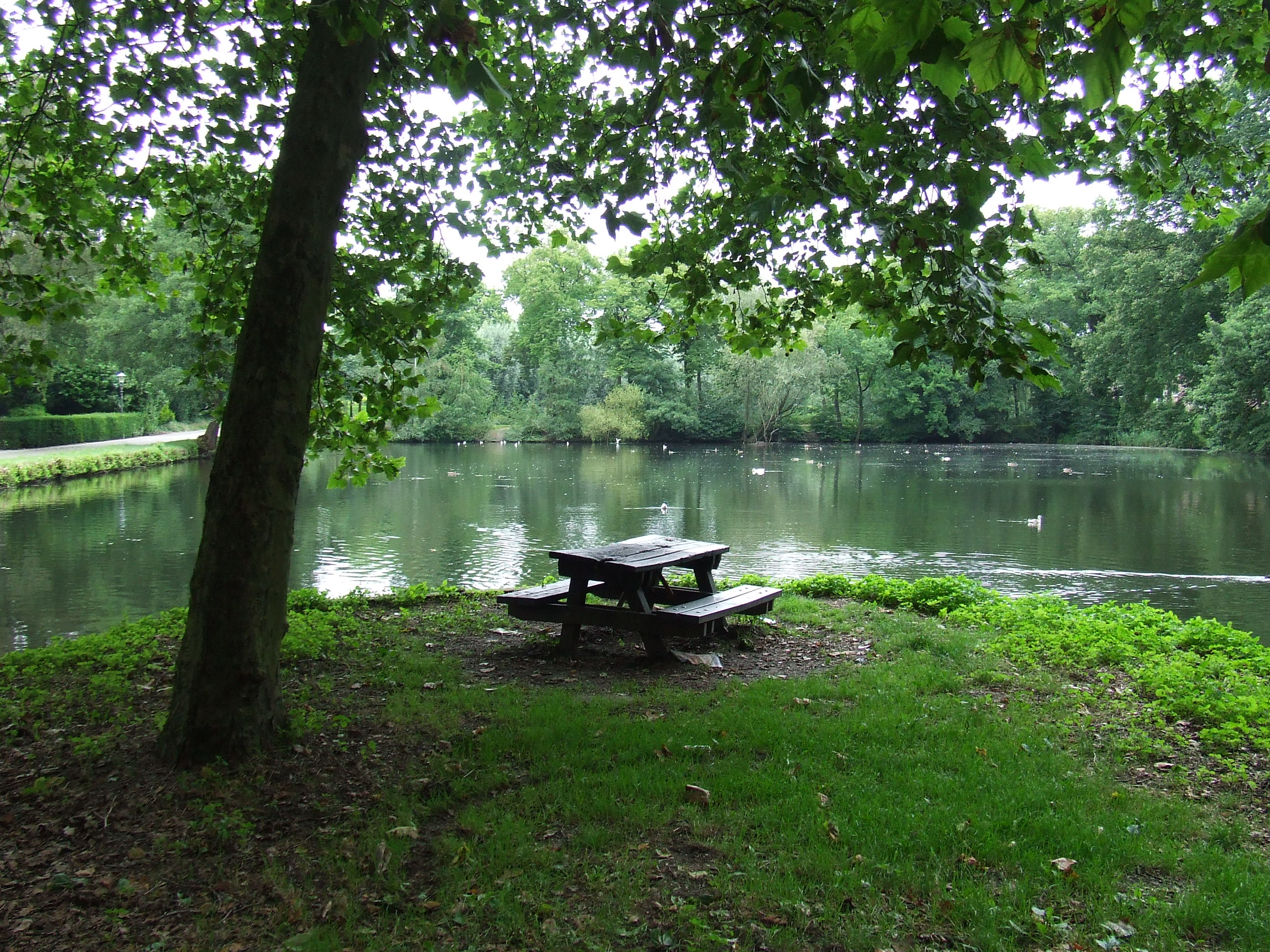
De eendenvijver bij de Holtmühle

- Valeriaan - naar de plant valeriaan uit de kamperfoeliefamilie
- Van Hoendonckstraat - Everardus van Hundonck was eind 16e eeuw pastoor van Tegelen
- Van Kleefstraat - Diederik Loef III van Kleef was begin 14e eeuw kasteelheer van Tegelen
- Van Wevelickhovenstraat - baron Van Wevelickhoven woonde van eind 17e eeuw tot eind 18e eeuw op kasteel de Munt
- Veerweg - deze weg leidt naar het veer Steyl-Baarlo
- Veldstraat - naar het Maasveld
- Venloseweg - in 1836-1837 werd onder Belgisch bestuur de rijksweg Roermond-Venlo aangelegd
- Verlengde Broekzijweg - verwijst naar het broek tussen Tegelen en Venlo
- Vijverlaan - hier ligt de eendenvijver waaraan tot 1967 de holtmeule, een watermolen, lag
- Vindelsweg - verwijst naar Vendelo, een oude naam voor Venlo
- Von Hundtstraat - de familie von Hundt zum Busch was van 1627 tot 1791 eigenaar van kasteel Holtmühle
- Vossenpad - naar de vos
- Vrijenbroekweg - verwijst naar het broek tussen Tegelen en Venlo

## W

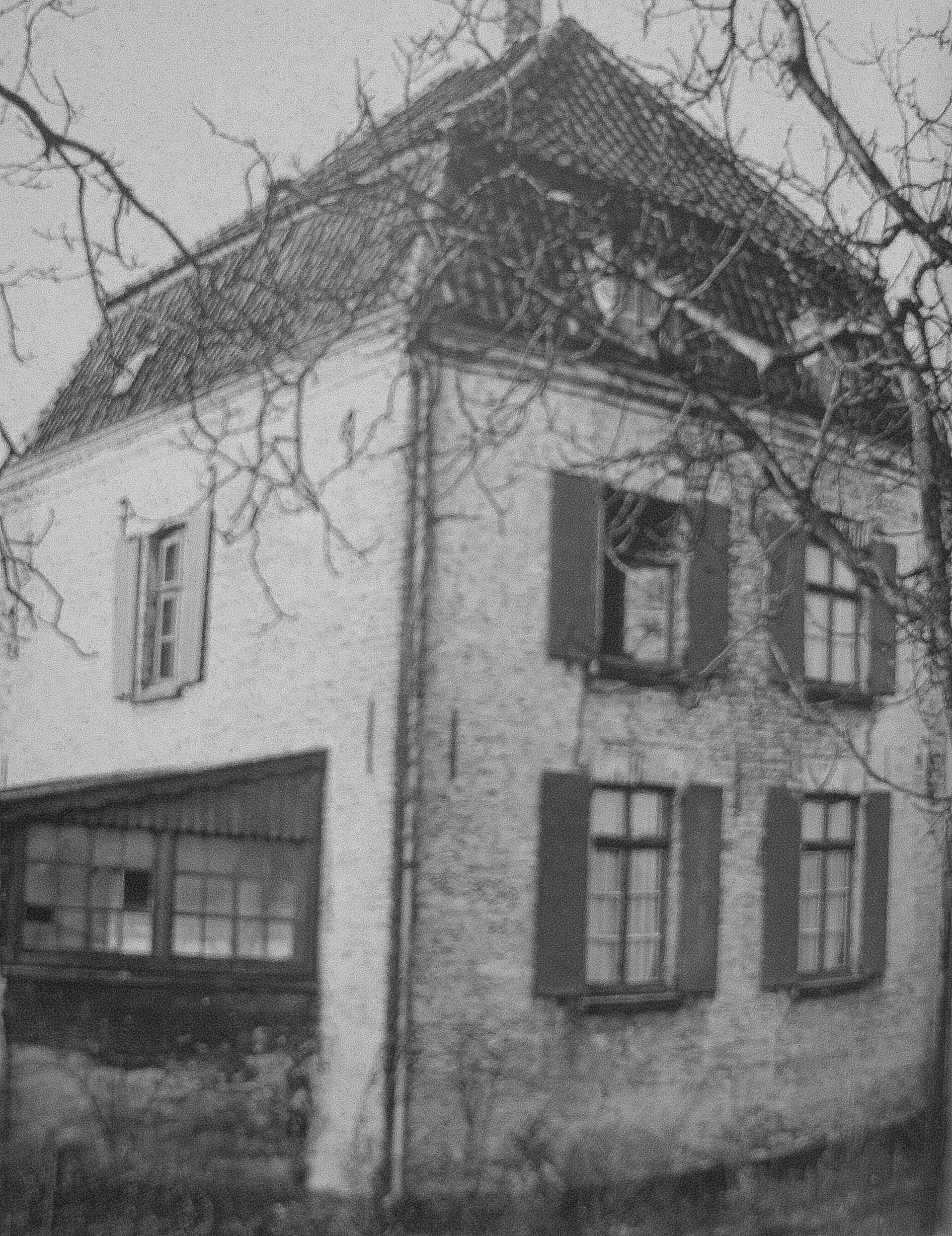
Het afgebroken kasteel Wambach

- Wambacherhof - naar de middeleeuwse boerderij Wambacherhof, die in 1962 is afgebroken voor een uitbreiding van kleigroeve Russel-Tiglia
- Wambachsingel - naar het verdwenen middeleeuwse kasteel Wambach
- Waterloostraat - naar de in 1825 aangelegde Waterloobrug over de Aalsbeek
- Watermunt - naar de plant watermunt uit de lipbloemenfamilie
- Wederik - naar de plant wederik uit de sleutelbloemfamilie
- Wilderbeekstraat - naar de Wylderbeek, die is genoemd naar het verdwenen middeleeuwse kasteel Wylre
- Wilgenstraat - naar de wilgenboom
- Wilhelminaplein - naar koningin Wilhelmina
- Windhond - ligt in het gebied Windhond, dat is genoemd naar de zwarte (wind)hond in het wapen van baron von Hundt zum Busch, kasteelheer van Tegelen

## Z
- Zalmvisserspad - in de Maas werd vroeger op zalm gevist
- Zandstraat - verwijst naar de inmiddels afgegraven Sjpekberg, een zandberg die zich vanaf 't Eng tot aan Steyl uitstrekte
- Zilverplak - in 1999 werden hier bij de aanleg van een fietscrossbaan emmers vol zilveren rijksdaalders gevonden
- Zilverschoon - naar de plant zilverschoon uit de rozenfamilie
- Zustersstraat - hier ligt het Heilig Hartklooster van de missiezusters
- Zwanebloem - naar de plant zwanenbloem uit de zwanenbloemfamilie